# Mistr Mariina života
Mistr Mariina života (aktivní kolem 1460 – 1490) byl německý pozdně gotický malíř působící v Kolíně nad Rýnem.

## Život
Mistr Mariina života byl vedoucí osobností kolínské deskové malby. O jeho životě není nic známo, ale z jeho díla je patrné, že znal nizozemské malířství Dierica Boutse a Rogier van der Weydena a patrně se vyškolil v Nizozemí.
Nelze ho zaměňovat s norským malířem 13. století, označovaným rovněž jako "Master of the Life of the Virgin", ani s benátským malířem z 15. století (Giovanni Francesca da Rimini ?), zvaným "Master of the Louvre Life of the Virgin"
Není také identický s tzv. Mistrem Lyversbergovy pašije (Meister der Lyversberger Passion), jehož dílna působila v Kolíně nad Rýnem ve stejné době.

## Dílo

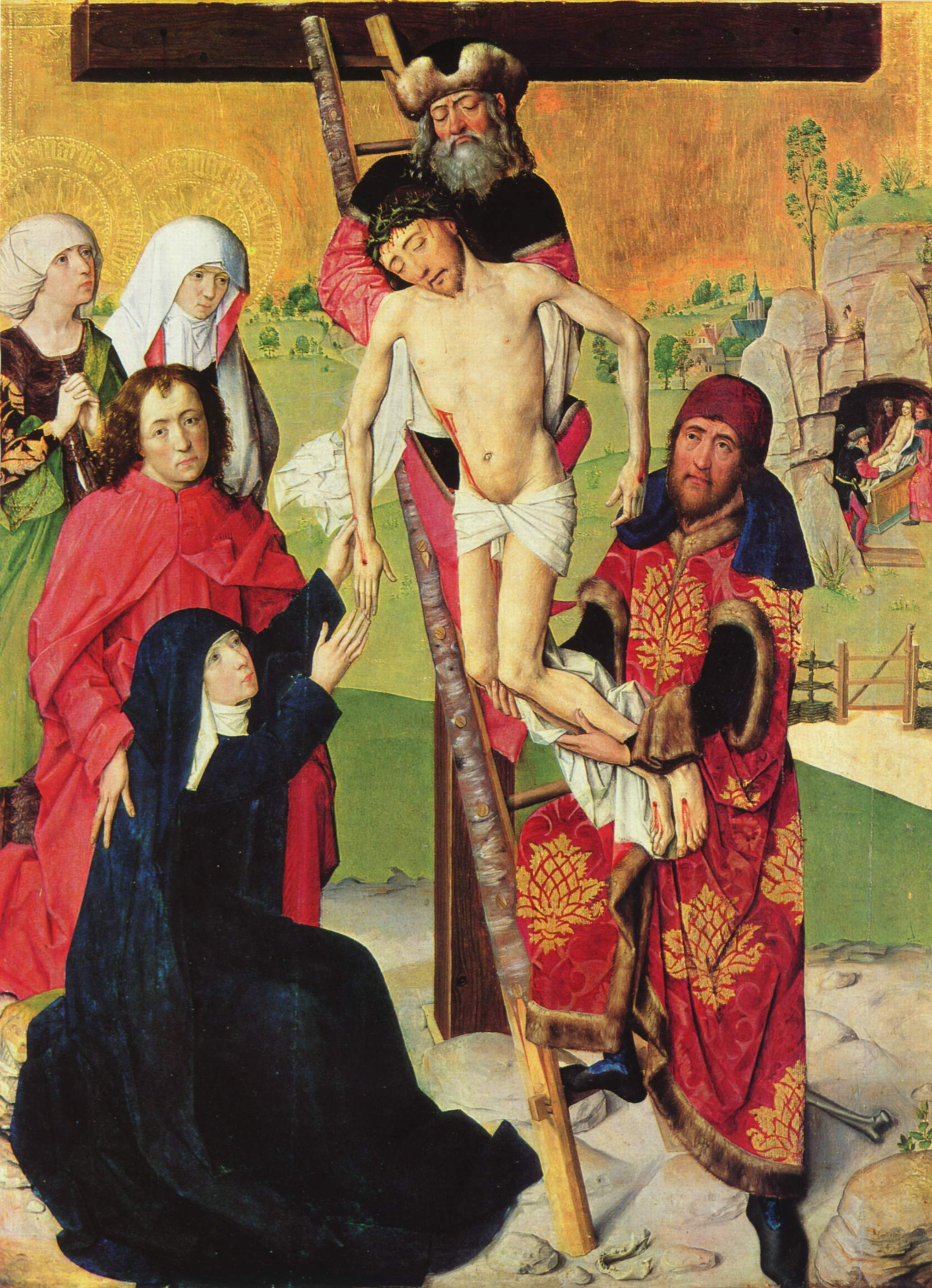
Snímání z kříže, Wallraf-Richartz Museum

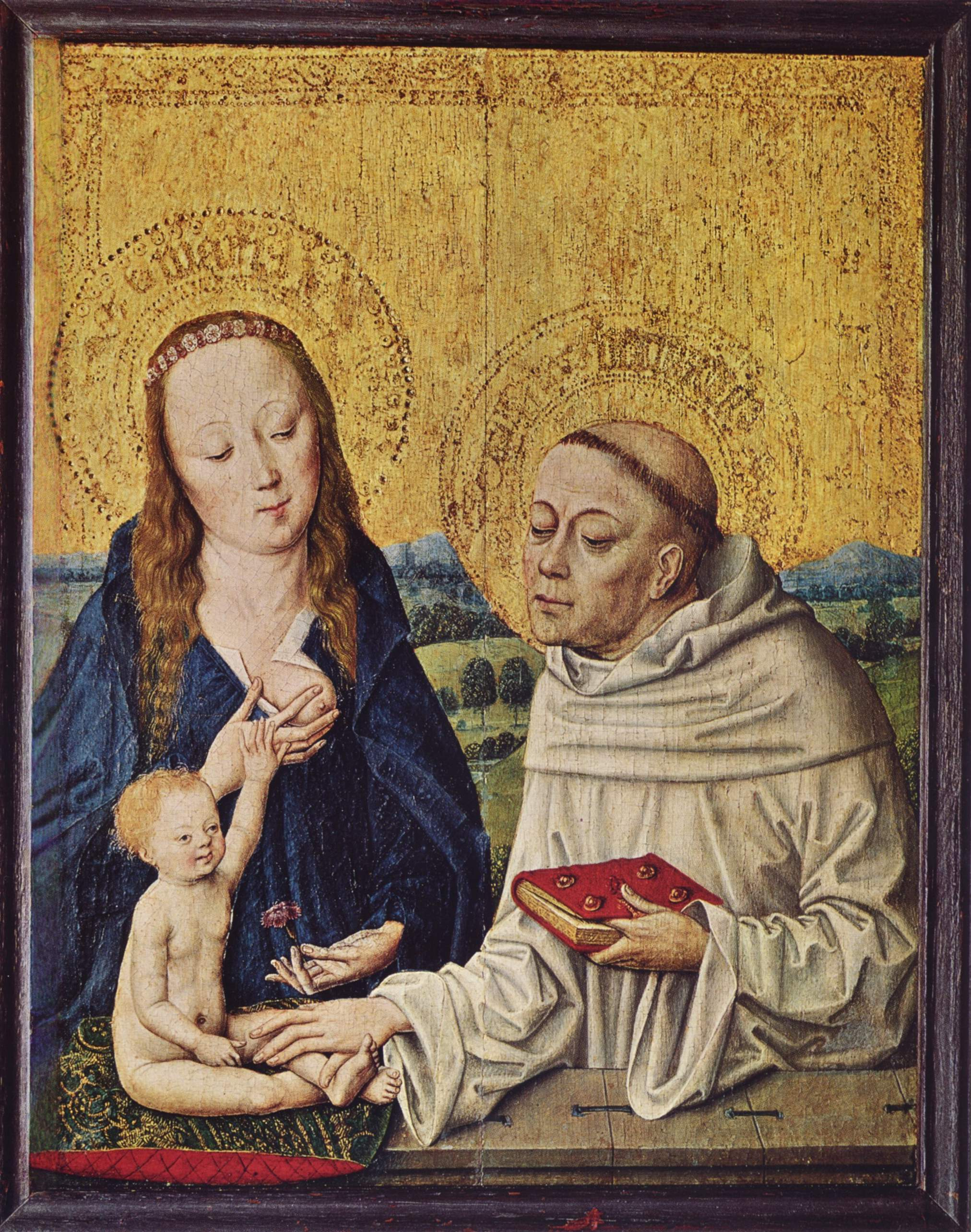
Madona s dítětem a svatým Bernardem, Wallraf-Richartz Museum

Pomocné označení anonymního malíře se vztahuje k polyptychu s vyobrazením osmi scén ze života Panny Marie, určenému pro kostel sv. Uršuly (Ursulakirche) v Kolíně nad Rýnem. Cyklus objednal kolínský patricij Dr Johannes von Schwarz-Hirtz a obsahuje scény: Setkání Jáchyma a Anny ve Zlaté bráně, Narození Panny Marie, Představení Marie v chrámu, Manželství Panny Marie, Zvěstování Panně Marii, Navštívení Panny Marie, Nanebevzetí Panny Marie, Prezentace Ježíše v chrámu.
Nejstarším dílem malíře je trojdílný oltář pro špitální kapli v Bernkastel-Kues, který objednal kardinál Mikuláš Kusánský (zobrazen jako donátor). Jeho raná tvorba vykazuje vliv Stephana Lochnera a barevné schéma obrazů je odvozeno od dalších malířů Kolínské školy. Pro pozdější dílo je charakteristické vytváření velkých uzavřených barevných ploch, hluboký prostor a zdůraznění jednotlivých postav v celkové kompozici. Malíř se stal v Kolíně vyhledávaným portrétistou. Je patrně také autorem nástěnných maleb a barevných vitrážových oken v několika kostelech v Kolíně nad Rýnem. Jeho figurální styl, ovlivněný nizozemským malířstvím, měl řadu následovníků (Mistr legendy o sv. Jiří, Mistr sv. Bruna) a patrně byl východiskem i pro tvorbu Mistra Křižovnického oltáře (Národní galerie v Praze).

### Známá díla
- 1460 Oltář kostela sv. Uršuly, Kolín nad Rýnem. Z osmi původních desek je nyní sedm v Alte Pinakotek, Mnichov, jedna v National Gallery, Londýn
- 1460 Triptych Ukřižování, špitální kaple Nikolaus-Hospital, Bernkastel-Kues
- Klanění tří králů, Germanisches Nationalmuseum, Norimberk
- 1465 Ukřižování, Wallraf-Richartz Museum, Kolín nad Rýnem
- 1465 Snímání z kříže, Wallraf-Richartz Museum, Kolín nad Rýnem
- 1480 Madona s dítětem a svatým Bernardem, Wallraf-Richartz Museum, Kolín nad Rýnem
- krátce po roce 1480 Oplakávání Krista, centrální část triptychu De Monte, Wallraf-Richartz Museum, Kolín nad Rýnem
- Madona na srpku měsíce, Residenzmuseum, Bamberg
- Portrét stavitele v Mnichově, Alte Pinakothek, Mnichov
- Portrét učence, Staatl. Kunsthalle, Karlsruhe
- Kalvárie se sv. Ondřejem a sv. Matoušem, Palais des beaux-arts de Lille

#### Cyklus Život Panny Marie

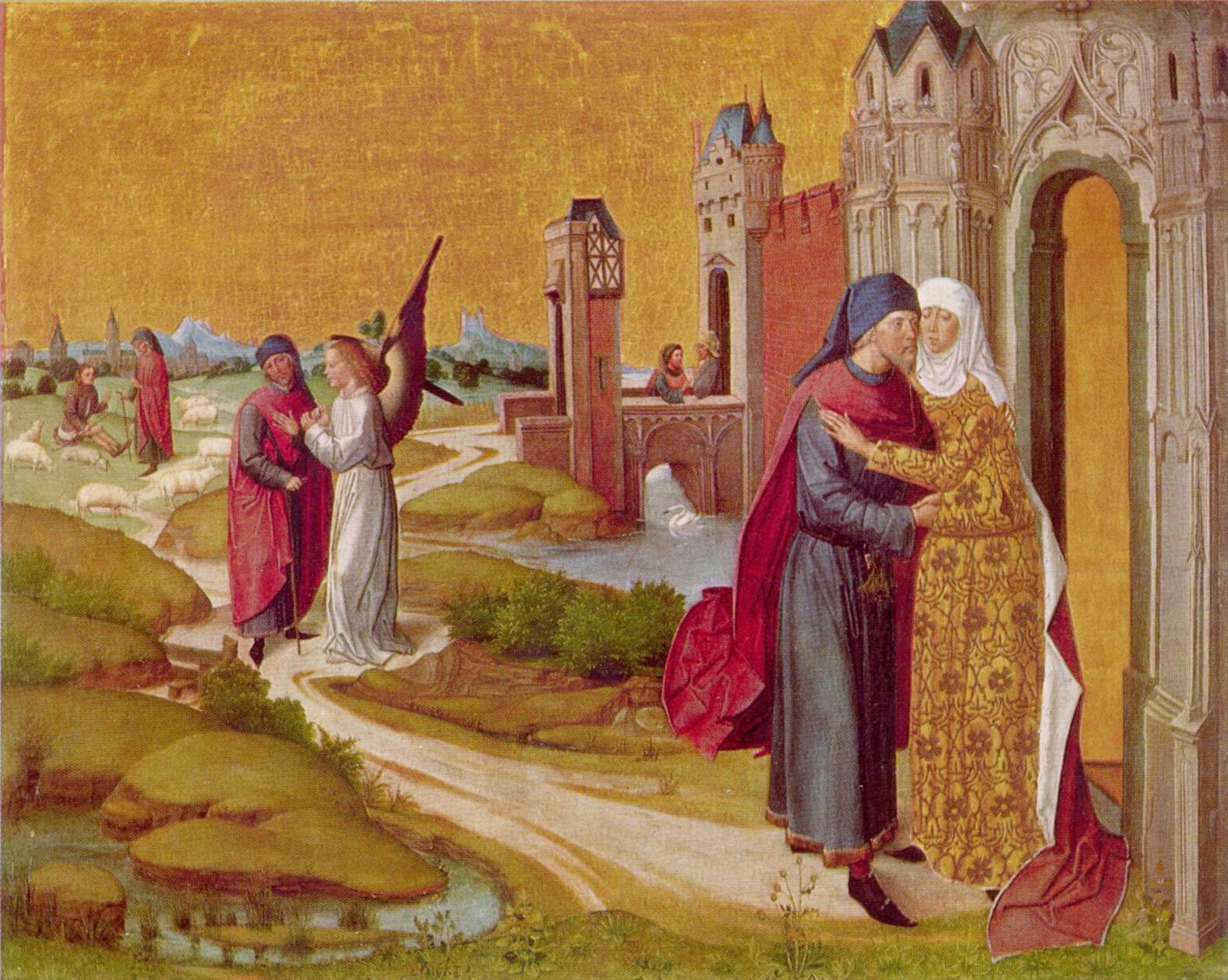
Setkání Jáchyma a Anny ve Zlaté bráně, Alte Pinakothek.
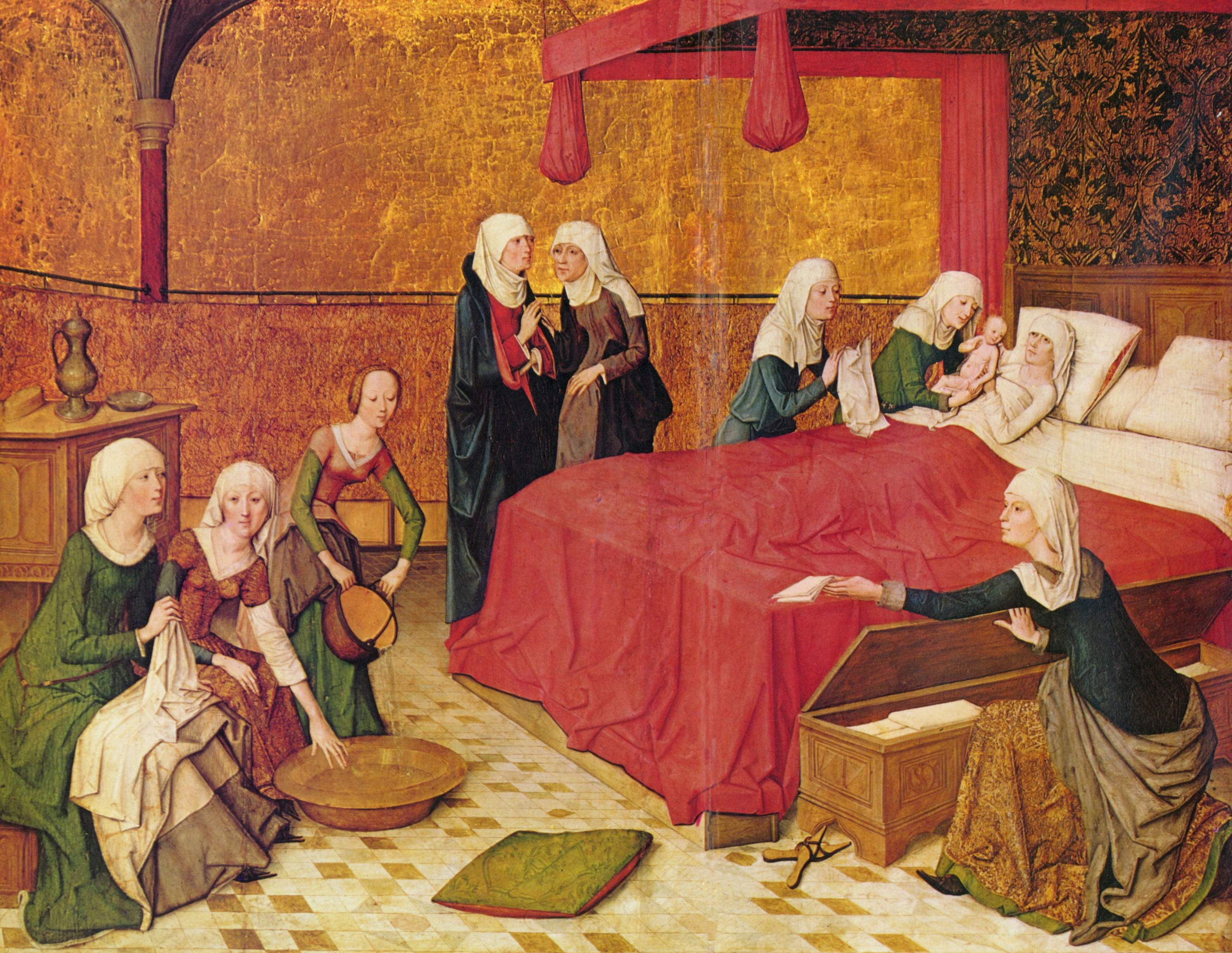
Narození Panny Marie, Alte Pinakothek.
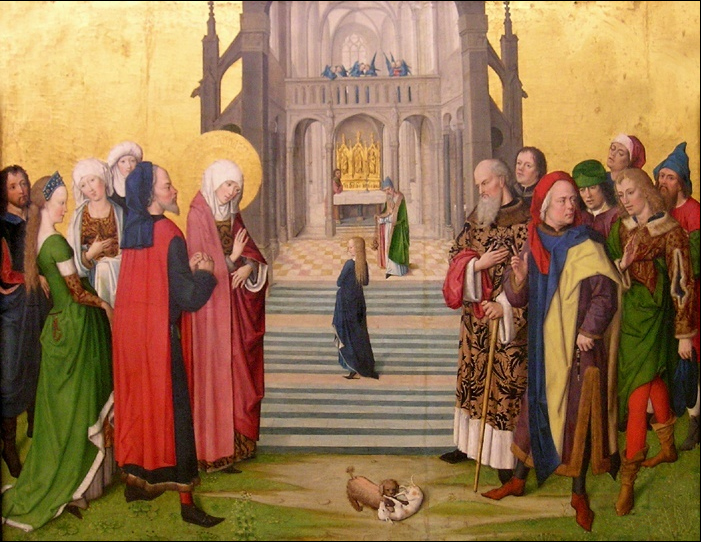
Představení Marie v chrámu, Alte Pinakothek.
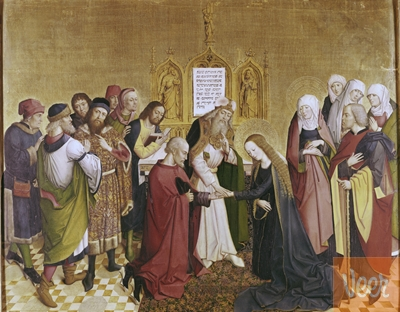
Manželství Panny Marie, Alte Pinakothek.
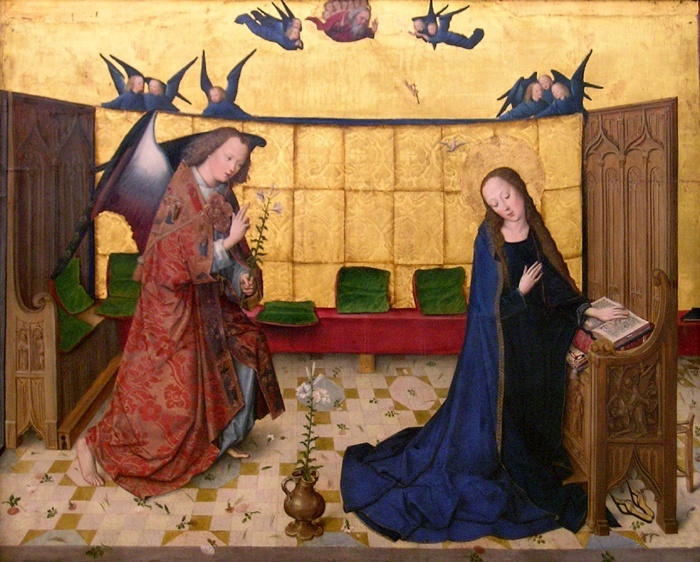
Zvěstování, Alte Pinakothek.
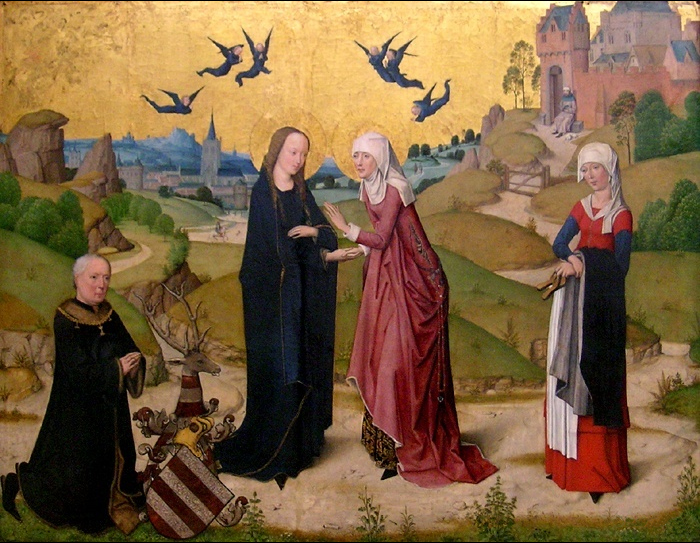
Navštívení, Alte Pinakothek.
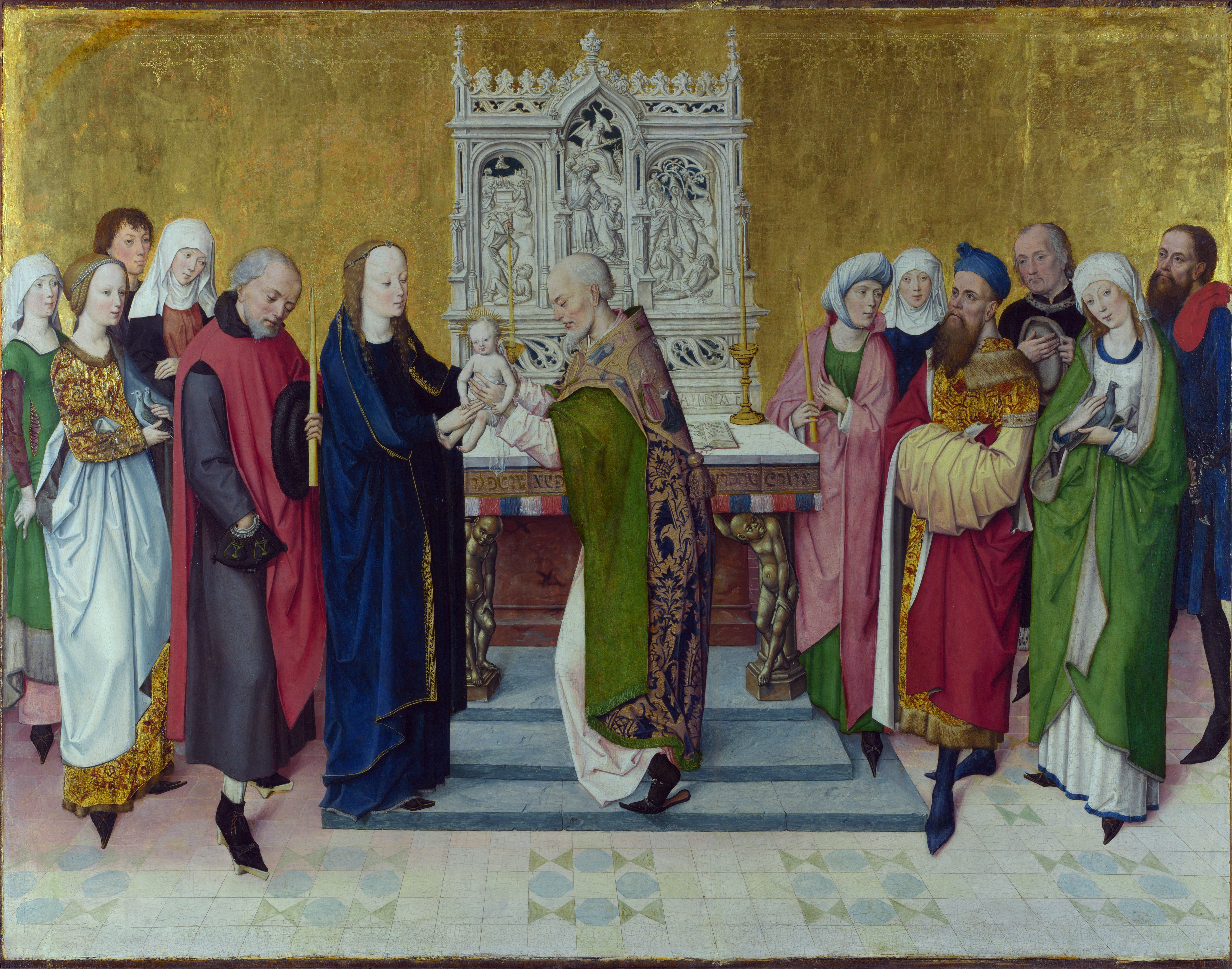
Představení Ježíše v chrámu, National Gallery.
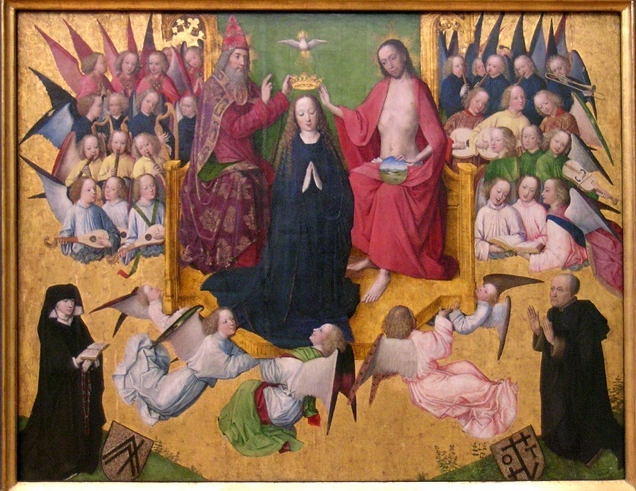
Korunování Panny Marie, Alte Pinakothek.